# Consumatore

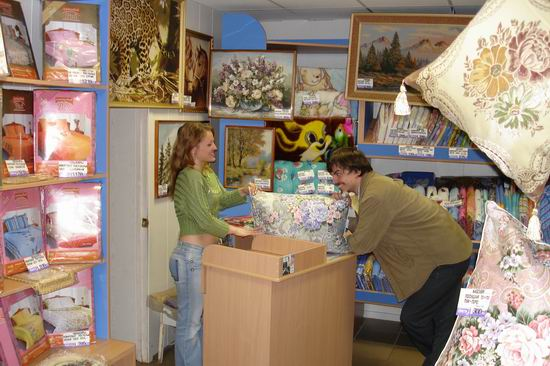
Avventore in un negozio

Il consumatore è la persona fisica o il gruppo di persone che utilizza beni, prodotti o servizi acquistati principalmente per esigenze personali, sociali, familiari e simili, non direttamente correlate ad attività imprenditoriali o commerciali.
In senso etimologico, "consumatore" è chiunque effettua il consumo, ossia l'utilizzatore di beni e servizi prodotti dal sistema economico. In realtà, all'interno del sistema economico, anche le aziende e lo Stato concorrono in parte al consumo di beni e servizi per le loro attività produttive e amministrative, ma questi soggetti non sono "consumatori" nel senso fornito sopra.
Da notare che non sempre consumatore equivale a cliente. La protezione di questa figura costituisce l'oggetto della tutela dei consumatori.

## Definizioni

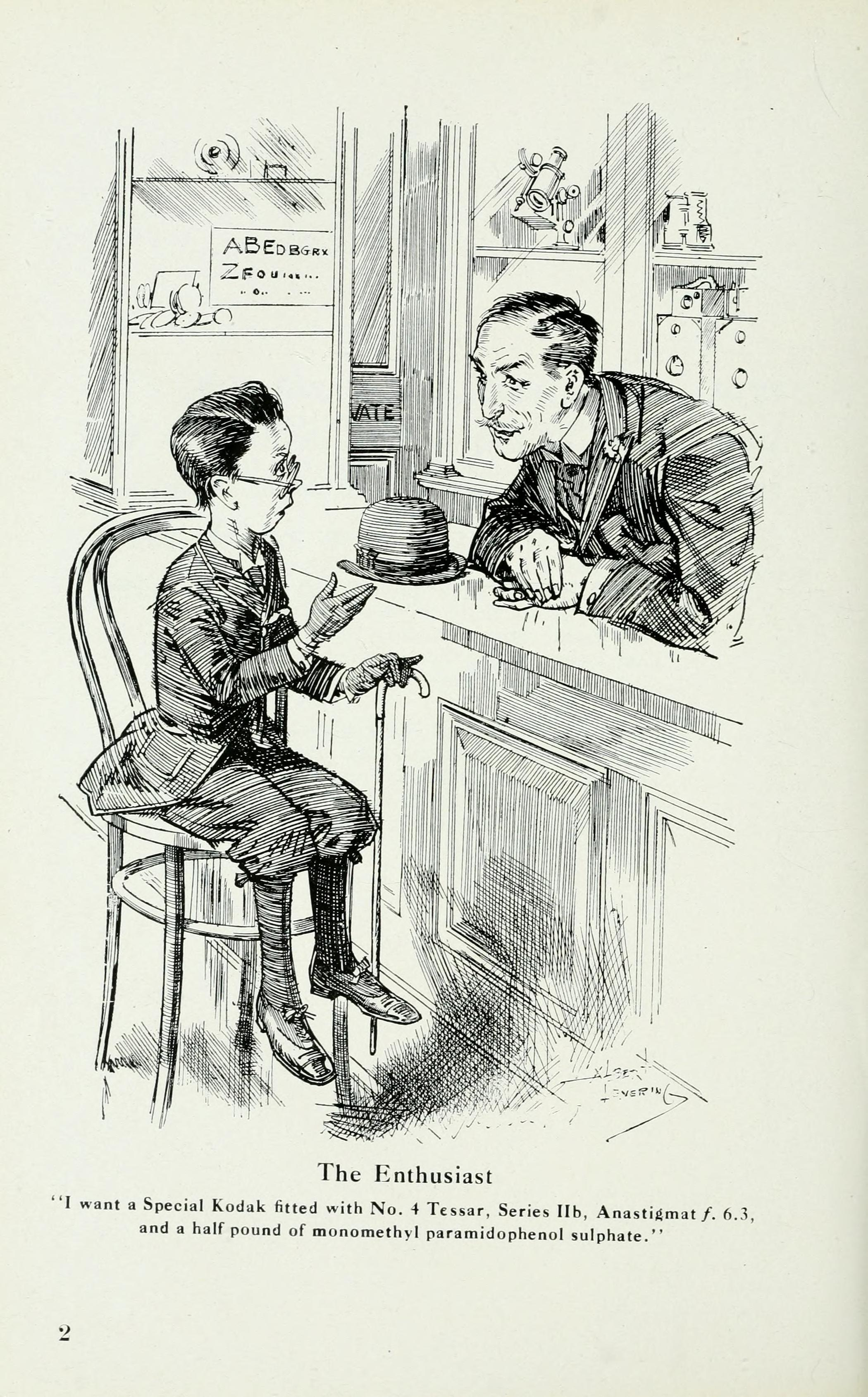
Illustrazione da un opuscolo della Kodak del 1919

Alcune definizioni che inquadrano la figura del consumatore:
"Il consumatore è la controparte non professionale dell'impresa".
Oppure:
1. "controparte contrattuale bisognevole di una specifica tutela nel momento stesso della contrattazione. Vedasi ad esempio le direttive CEE 85/577 e 93/13 concernenti rispettivamente la negoziazione di contratti fuori dei locali commerciali e l'inserimento di clausole abusive nei contratti stipulati con i consumatori."
2. "destinatario diretto di una tutela contro gli abusi di cui egli può essere oggetto anche al di fuori della fase della contrattazione o, se si vuole, prima della fase della contrattazione, e in funzione propedeutica rispetto a questa, ovvero anche dopo la conclusione del contratto, per essere indennizzato dei danni subiti a causa di questo. Esempio della prima specie la Direttiva CEE 84/450, in materia di pubblicità ingannevole; della seconda specie la Direttiva CEE 85/374, in materia di responsabilità per danno da prodotti difettosi."
3. "mero (indiretto) oggetto di tutela al di fuori della contrattazione e al di fuori di messaggi indiretti. È questo il caso di leggi che attraverso la protezione di interessi generali trascendenti l'interesse del singolo si propongono di raggiungere mediatamente anche la tutela del consumatore."

Le direttive sopra indicate, in precedenza recepite dallo Stato italiano con singoli provvedimenti di legge, sono state inserite nel 2005 nel Codice del consumo.

## Status di consumatore
L'esistenza ormai consolidata di un corpus di leggi che regola i rapporti del consumatore con le cosiddette categorie "professionali" può interpretarsi come una revisione del principio illuminista di eguaglianza formale. Queste norme infatti presuppongono una disuguaglianza sostanziale fra le parti, che sono titolari di diritti e oneri diversi, e a questa disuguaglianza sostanziale corrisponde poi una disuguaglianza legale.
Altri studiosi hanno rilevato che il legislatore comunitario emana le normative ordinandole secondo il tipo dei soggetti destinatari, individuando insiemi di vicende economiche attorno alle quali raggruppare la disciplina di ogni attività. Si può quindi accostare la figura di consumatore al concetto di status inteso secondo lo stile "comunitario", vale a dire come mezzo per definire la posizione dell'essere umano rispetto a una collettività.
La letteratura dei paesi di common law ha aggiornato il moderno concetto di status "comunitario" intuendo che gli stati della persona sono di interesse pubblico e sociale; il giurista americano W. G. Friedmann definisce lo status come "un insieme aperto di situazioni di indifferenza positive o negative, in cui l'uomo viene a trovarsi nei rapporti sociali", e tra gli esempi cita anche lo stato di consumatore.

## Diritti dei consumatori
"Tra i consumatori, per definizione, ci siamo tutti noi": il presidente John F. Kennedy offrì la sua definizione al Congresso degli Stati Uniti il 15 marzo 1962. Questo discorso è diventato la base per la creazione dei diritti dei consumatori mondiali, giorno in seguito celebrato il 15 marzo. Nel suo discorso, John Fitzgerald Kennedy delineava la responsabilità integrale dei rispettivi governi di aiutare a esercitare i diritti dei consumatori, tra i quali:
- Il diritto alla sicurezza: essere protetti contro la commercializzazione di beni pericolosi per la salute o la vita.
- Il diritto di essere informati: essere protetti da informazioni fraudolente, ingannevoli o grossolanamente fuorvianti, pubblicità, profilazione o altre pratiche, e di ricevere i fatti di cui si ha bisogno di fare una scelta informata.
- Il diritto di scegliere: che sia garantito, ove possibile, l'accesso a una varietà di prodotti e servizi a prezzi competitivi; e, nelle industrie in cui la concorrenza non è praticabile ed è sostituita dalla regolamentazione governativa, una garanzia di qualità e servizio soddisfacenti a prezzi equi.
- Il diritto di cercare riparazione: i consumatori hanno il diritto di chiedere risarcimento rispetto alle pratiche commerciali sleali e allo sfruttamento. Se viene recato un danno a un consumatore, egli ha il diritto di ottenere un risarcimento a seconda del grado di danno.[7]
- Il diritto di rappresentare: la legge ha permesso ai consumatori di avere il diritto di essere rappresentati nei tribunali dei consumatori.[7]

## Economia e marketing
In ambito economico, un consumatore acquista beni o servizi principalmente per consumo e non per la rivendita o per motivi commerciali. I consumatori pagano una certa quantità di denaro (o equivalente) per qualcosa - beni o servizi - per loro (o loro famiglie) per poi consumarlo. Come tali, i consumatori svolgono un ruolo vitale nel sistema economico capitalista
e formano una parte fondamentale di qualsiasi economia.
Senza la domanda dei consumatore, ai produttori mancherebbe una delle motivazioni chiave per produrre: vendere ai consumatori. Il consumatore forma anche un'estremità della catena di distribuzione.
Nel marketing, invece dei marketer che generano ampi profili demografici e profili fisio-grafici di segmenti di mercato, i marketer hanno iniziato a impegnarsi nel marketing personalizzato, permission marketing e personalizzazione di massa (mass customization) per targettizzare potenziali consumatori.
In gran parte a causa della crescita di Internet, i consumatori si stanno spostando sempre di più verso il divenire prosumer, cioè consumatori che sono anche produttori (spesso di informazioni e media del social web): influenzano i prodotti creati (ad esempio dalla personalizzazione, crowdfunding o pubblicando le loro preferenze), partecipano attivamente al processo di produzione, o utilizzano prodotti interattivi.

## Normativa e politica
La normativa utilizza principalmente la nozione di consumatore in relazione alle leggi di tutela dei consumatori; in tale ambito la definizione di consumatore è spesso limitata a persone viventi (non società o imprese) ed esclude gli utenti commerciali. Una tipica logica giuridica per la tutela del consumatore si basa sulla nozione di fallimenti e inefficienze della regolazione del mercato, come le disuguaglianze del potere contrattuale tra un consumatore e un'azienda. Poiché tutti i potenziali elettori sono anche consumatori, la tutela dei consumatori ha un chiaro significato politico.
La preoccupazione per gli interessi dei consumatori ha generato l'attivismo dei consumatori, dove gli attivisti organizzati fanno ricerca, istruzione e advocacy per migliorare l'offerta di prodotti e servizi. L'istruzione per i consumatori è stata incorporata in alcuni curricula scolastici. Ci sono anche varie pubblicazioni di organizzazioni senza scopo di lucro, come ad esempio Which?, Consumer Reports e Choice magazine, dedicate a favorire l'istruzione dei consumatori e il processo decisionale.
In India, il Consumer Protection Act del 1986 distingue il consumo di una commodity o servizio per uso personale o per trarne un guadagno. Solo i consumatori sono protetti da questo provvedimento e qualsiasi persona, entità o organizzazione che acquista una merce per ragioni commerciali è esente da qualsiasi beneficio di questa legge.

## In Italia
Secondo il diritto italiano, il consumatore è «la persona fisica che agisce per scopi estranei all'attività imprenditoriale, commerciale, artigianale o professionale eventualmente svolta».
Il Codice del consumo contempla anche il "consumatore di servizi pubblici", al quale l'art. 101 garantisce il riconoscimento dei diritti previsti dalle leggi dello Stato e delle regioni.

### Associazioni di consumatori
Le associazioni dei consumatori forniscono consulenze di tipo legale, fiscale e tecnico gratuitamente o previa iscrizione, e promuovono azioni collettive a difesa dei consumatori.
In Italia, le associazioni di consumatori e utenti iscritte all'albo nazionale nel 2021 erano 20; queste sono rappresentate nel Consiglio nazionale dei consumatori e degli utenti (CNCU), istituito nel 1998 presso il Ministero dello sviluppo economico.
Le associazioni dei consumatori hanno legittimazione attiva e passiva ad agire in giudizio in una vasta materia giuridica, ad esempio per impugnare le delibere delle varie autorità davanti al Tribunale amministrativo regionale, qualora nella fruizione di un servizio queste comportino maggiori oneri o minori diritti per i cittadini-consumatori rappresentati.